# 柏祖利奴體育會
柏祖利奴體育會（Club Atletico Petrolero）是一支玻利維亞亞奎瓦足球會，現時於玻利維亞足球甲級聯賽作賽。他們在2014球季的次級聯賽取得亞軍，因而獲得升班資格。球會於2000年9月4日成立。